# Hôtel Majestic Barrière
Pour les articles homonymes, voir Hôtel Majestic.
L’hôtel Majestic Barrière est un hôtel de luxe aux façades blanches construit dans le style Art déco de 1923 à 1926 sur la promenade de la Croisette à Cannes (Côte d'Azur). Il appartient à la Société fermière du casino municipal de Cannes, filiale du Groupe Barrière.

## Histoire
L'hôtel Majestic Barrière est le fruit de la fusion des parcelles de l'ancien hôtel Beau-Rivage et de deux villas voisines. La construction du bâtiment débute en 1923 sous la houlette de l'architecte Théo Petit, architecte par ailleurs de l'Hôtel Normandy à Deauville. Celui-ci dessine un projet art déco avec une façade principale et deux ailes en retour, mais seule l'aile orientale et le corps principal sont achevés à l'ouverture de l'hôtel en 1926. Le reste du corps central du bâtiment est prolongé dès 1928 par les architectes Charles Nicod (prix de Rome) et Émile Molinié. Les aménagements intérieurs sont signés à cette époque Maurice Debenedetti. 

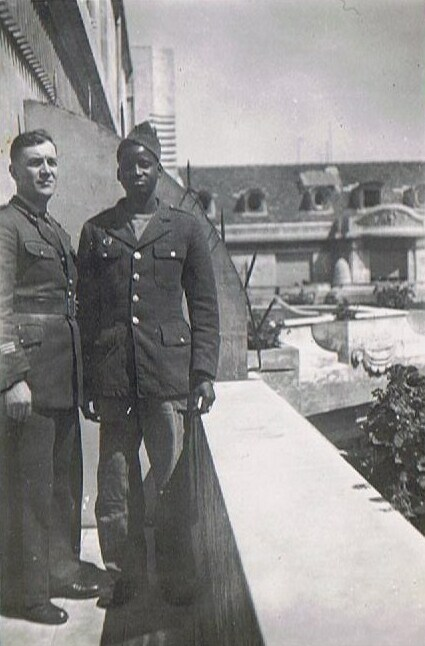
Des militaires alliés sur un balcon, en juillet 1945.

Durant la Seconde Guerre mondiale, le Majestic ne fut en zone libre (ou zone sud) que de l'armistice du 22 juin 1940 au 11 novembre 1942, date à laquelle Cannes (avec tout le sud-est de la France) est occupée par les forces italiennes. Italiens qui seront brutalement remplacés le 8 septembre 1943 par les forces allemandes d'occupation jusqu'à la libération de Cannes, le 24 août 1944, par les parachutistes de la 1st Airborne US. Ensuite, il fut réquisitionné en 1945 par le gouvernement provisoire de la République française présidé par le général Charles de Gaulle, pour être transformé en hôpital militaire géré par le capitaine Marcel César Rodolphe Payan (ancien de l'École des officiers d'administration du Service de santé des armées à Paris) et le médecin-chef Béretta. Et c'est ainsi qu'au printemps 1945, le Majestic accueillit les blessés et grands brûlés de la 1re division française libre lors de la bataille du massif de l'Authion où les Allemands s'étaient retranchés au nord-est du département des Alpes-Maritimes.
En 1952, la Société fermière du casino municipal de Cannes (SFCMC) fait l'acquisition de la Société immobilière et exploitation de l'Hôtel Majestic (SIEHM). L'hôtel intègre donc le groupe hôtelier dont fait déjà partie le Casino municipal de Cannes, groupe qui deviendra quelques années plus tard le groupe Barrière. 
En 1965, le bâtiment est surélevé de 2 étages dans les combles. En 1990, les façades sont uniformisées dans le style Art déco d'origine et 9 ans plus tard, l'hôtel est agrandi avec 40 nouvelles chambres. En 2001, la version cannoise du célèbre Fouquet's s'installe au Majestic. Puis, en 2008 démarrent des travaux de rénovation de l'hôtel ainsi que le chantier d'extension. Deux ans plus tard, la nouvelle aile est inaugurée et le nouveau restaurant La Petite Maison de Nicole ainsi que le U Spa Barrière sont ouverts. Ce dernier devient en 2013 « Spa My Blend by Clarins ».
Ce palace est un des pieds à terre traditionnels des stars du cinéma pendant le Festival de Cannes. 
En 1966, le palace devient le lieu de tournage du feuilleton télévisé Comment ne pas épouser un milliardaire de Lazare Iglésis et Frédérique Hébrard, avec l'acteur Louis Velle. Environ 3 h de film (deuxième moitié du feuilleton) a lieu au Majestic et dans la ville de Cannes, permettant une vision détaillée du palace à cette époque et des panoramas du Cannes des années 1960.
Le bâtiment est répertorié dans l’inventaire général du patrimoine depuis le 9 février 2001. L'hôtel Majestic Barrière a également rejoint le réseau Virtuoso en juin 2010 puis, en octobre 2010, il est le grand lauréat des World Luxury Hotel Awards.
Il devait rouvrir le 28 février 2020 après une nouvelle rénovation, qui portait à 100 millions d'euros les travaux réalisés dans l'hôtel en une décennie, mais la pandémie de Covid-19 l'oblige à garder porte close sine die.

## Situation et localisation

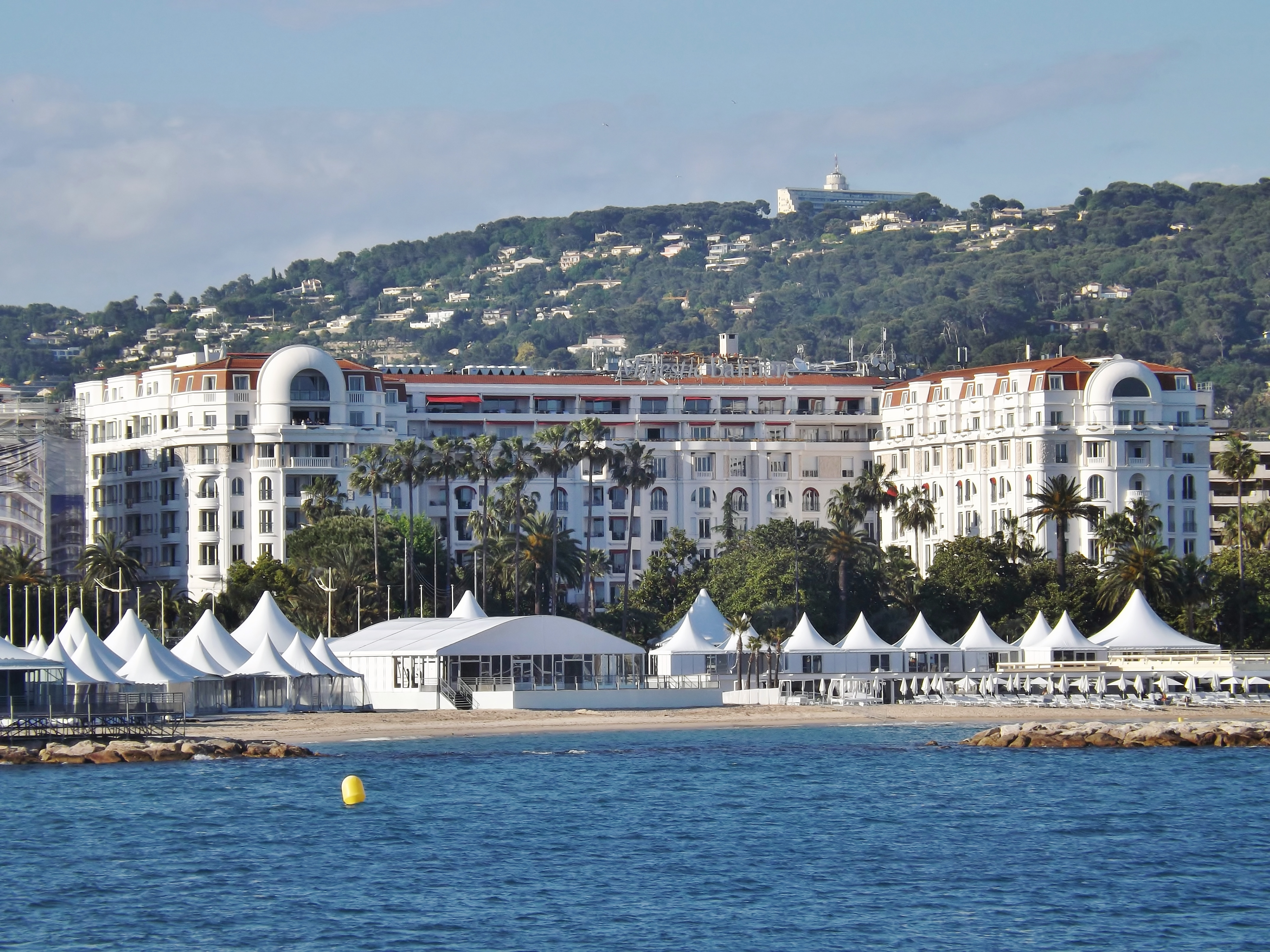
L'hôtel Majestic Barrière face à la baie de Cannes.

L'hôtel Majestic Barrière est situé dans le centre de la ville de Cannes avec son entrée sur la Croisette face au palais des Festivals et des Congrès et à la plage de sable de la baie de Cannes. L'entrée est située à 400 mètres au sud de la gare de Cannes et à 25 km au sud-ouest de l'aéroport de Nice par la route du bord de mer passant notamment par Cros-de-Cagnes, Antibes, Juan-les-Pins et Golfe-Juan.
L'hôtel Majestic Barrière se situe, par la route, à 10 km au sud-ouest d'Antibes, à 30 km au sud-ouest de Saint-Paul-de-Vence, à 50 km au sud-ouest de Monaco et à 50 km au nord-est de Saint-Tropez.
Il a des voisins de prestige sur la Croisette : l'hôtel Carlton, l'hôtel Martinez, le JW Marriott et le Palais des Festivals et des Congrès.

## Caractéristiques

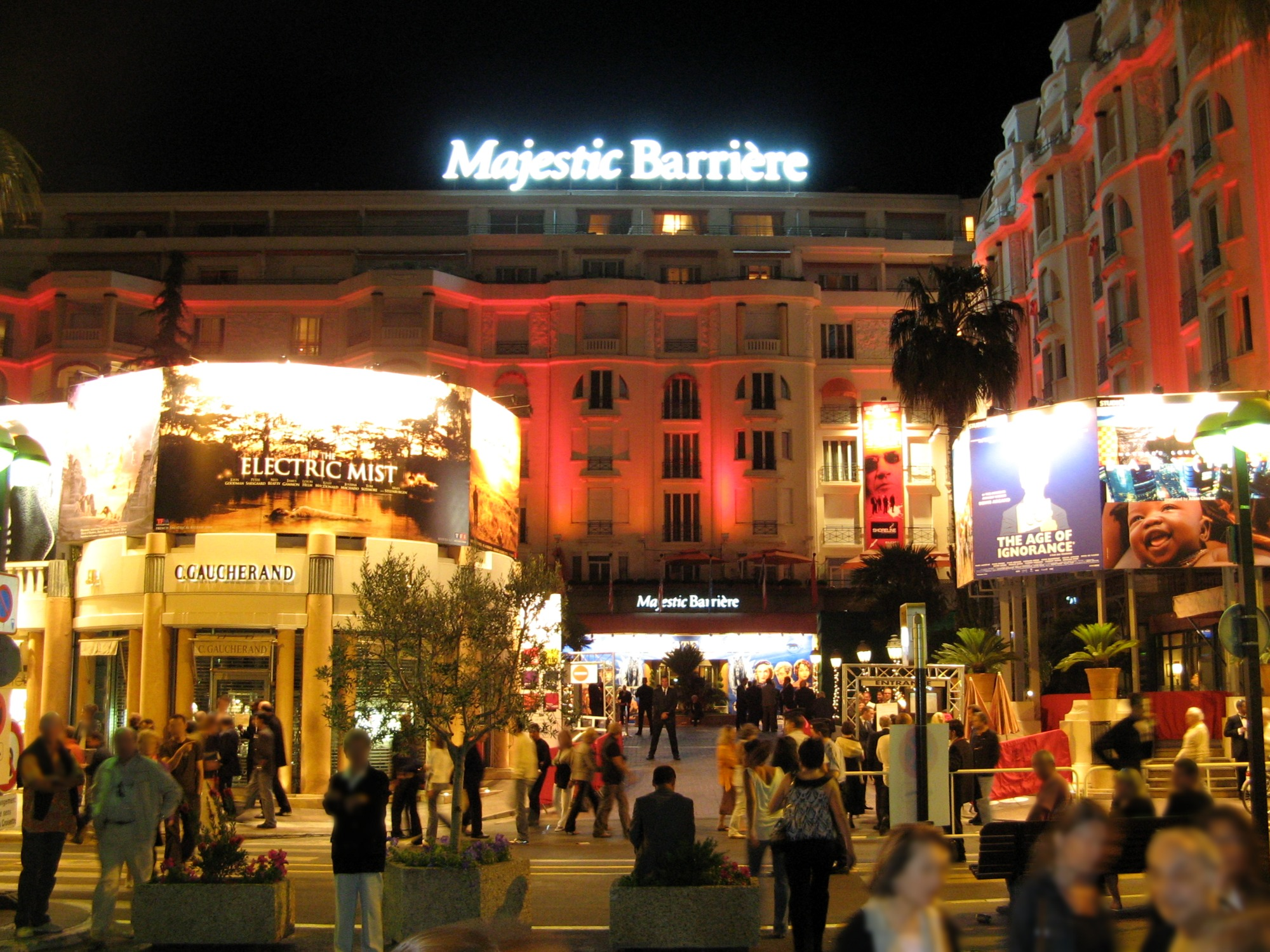
Pendant le Festival de Cannes 2007.

- 349 chambres dont 82 suites et 2 penthouses
- Etablissements :
  - Le Fouquet's Cannes
  - La Petite Maison de Nicole
  - le Majestic Barrière La Plage
  - le Bar Galerie Fouquet's Cannes
  - la Rotonde Louise Pommery
- une salle de projection privée pouvant accueillir 35 personnes
- un spa
- 17 salons pour organiser des conférences, réceptions, cocktails, soirées de gala
- une plage privée